# August Herzmansky
August Herzmansky (* 26. Juni 1834 in Odrau, damals Österreichisch-Schlesien; † 5. Dezember 1896 in Wien) war ein österreichischer Kaufmann und Einzelhandels-Unternehmer sowie Begründer des Warenhauses Herzmansky. 

## Leben
Der einer Weberfamilie entstammende Herzmansky kam 1848 nach Wien und absolvierte seine Kaufmannslehre in einer Spezereiwarenhandlung. Nach seiner Freisprechung trat er in eine Band- und Spitzenfabrik ein und machte sich in der Folge im Jahr 1863 mit einem Textilgeschäft an der Kirchengasse im Bezirk Neubau selbständig. Im Dezember 1881 übersiedelte das Geschäft in die Räumlichkeiten Stiftgasse 1 und wurde in der Folge zu einem Warenhaus ausgebaut. Kurz vor der Eröffnung eines großen Erweiterungsbaus des Warenhauses starb Herzmansky. Begraben liegt er am Friedhof Hadersdorf-Weidlingau im 14. Wiener Gemeindebezirk.
Herzmansky trat auch als Mäzen hervor: So stiftete er zum 25-jährigen Unternehmensjubiläum ein Rekonvaleszentenheim für Kinder in Weidlingau-Wurzbachtal.
Ihm zu Ehren wurde im 14. Wiener Gemeindebezirk Penzing die Herzmanskystraße benannt.